# Cambridgea obscura
Cambridgea obscura är en spindelart som beskrevs av A. David Blest och Vink 2000. Cambridgea obscura ingår i släktet Cambridgea och familjen Stiphidiidae. Inga underarter finns listade.